# Bottle Rocket (film, 1996)
Vous lisez un « bon article » labellisé en 2020.
Pour le court-métrage original du même réalisateur, voir Bottle Rocket (film, 1993).
Pour plus de détails, voir Fiche technique et Distribution.
Bottle Rocket, également connu sous le titre Tête brûlée, est un film américain réalisé par Wes Anderson et sorti en 1996. Premier long-métrage de ce réalisateur, il est adapté du court-métrage du même nom sorti trois ans plus tôt. Le film est une comédie dramatique racontant les aventures de trois jeunes Texans désœuvrés qui veulent devenir de vrais criminels mais qui sont trop bêtes et maladroits pour réussir.
En dehors des acteurs confirmés James Caan et Lumi Cavazos, le film au budget modeste emploie principalement des acteurs alors débutants, comme Luke Wilson et Owen Wilson, dont c'est le premier rôle dans un long-métrage. Le film aborde des thèmes que l'on retrouve dans les œuvres suivantes d'Anderson comme la famille dysfonctionnelle, la limite floue entre l'enfance et l'âge adulte, l'amitié, l'amour et la tentative d'accomplir ses rêves.
Le film est un échec commercial mais il lance la carrière de Wes Anderson grâce à un succès critique qui lui permet de trouver un studio acceptant de produire son film suivant : Rushmore.

## Synopsis
Anthony séjourne volontairement dans un hôpital psychiatrique pour cause d'épuisement. Son ami Dignan, qui est un peu idiot, n'a pas compris qu'il était libre et veut le faire évader. Pour lui faire plaisir, Anthony fait donc semblant de s'évader par une fenêtre du premier étage. Dignan a mis au point un programme à suivre pour les 75 années à venir pour devenir de vrais voleurs. Le plan consiste à faire plusieurs braquages d'entraînement, puis s'associer avec un certain M. Henry qui utilise sa société de jardinage comme couverture pour commettre des cambriolages. Plus tard, on apprend que Dignan a déjà travaillé comme jardinier chez M. Henry avant d'en être licencié.
Comme premier entraînement, les deux amis volent des objets dans la maison de la famille d'Anthony. Par inadvertance, Dignan révèle qu'il a pris des boucles d'oreilles interdites, cela exaspère Anthony qui charge alors sa petite sœur de les rapporter. Dignan recrute leur ami Bob Mapplethorpe comme chauffeur parce qu'il est la seule personne qu'ils connaissent possédant une voiture. Les trois amis achètent un pistolet et retournent à la maison de Bob pour planifier leur prochain braquage qui sera dans une librairie locale. Pendant que Dignan tente d'expliquer son plan, Bob et Anthony sont plus intéressés à jouer avec le pistolet ce qui provoque la colère de Dignan.
Les trois amis volent une petite somme d'argent lors du braquage de la librairie, ils fêtent leur réussite chez Bob et s'enfuient seulement après. Ils finissent par s'arrêter dans un motel. Anthony y rencontre Inez, une femme de chambre hispanophone originaire du Paraguay, et les deux tombent amoureux en dépit de la barrière de la langue. Bob apprend que sa culture de marijuana à la maison a été découverte par la police et que son frère aîné surnommé « Future Man » a été arrêté. Le lendemain, Bob part avec sa voiture pour aider son frère, sans le dire à Dignan. Avant de quitter le motel, Anthony donne à Dignan une enveloppe à remettre à Inez, sans en préciser le contenu. Dignan donne l'enveloppe à Inez et alors qu'il s'en va, Inez demande à Rocky, un collègue parlant bien anglais, de courir après Dignan et de lui dire qu'elle aime Anthony. Rocky dit à Dignan : « Dis à Anthony que je l'aime ». Dignan avec son intelligence limitée ne comprend pas que Rocky traduit les paroles d'Inez et ne transmet donc pas le message à Anthony. Dignan et Anthony partent dans une voiture volée qui tombe en panne peu après, Anthony révèle alors que l'enveloppe donnée à Inez contenait le reste de leur argent. Les deux hommes se disputent, Dignan frappe violemment Anthony et chacun part de son côté.
Quelque temps plus tard, Anthony et Bob habitent dans la maison des parents de Bob et font divers petits boulots pour vivre. Dignan, qui a rejoint le gang de M. Henry, rend visite à Anthony et les deux amis se réconcilient. Dignan invite Anthony à participer à un cambriolage avec M. Henry, Anthony accepte à la condition que Bob y participe aussi. Le trio rencontre M. Henry qui leur présente un plan pour voler le contenu d'un coffre-fort dans une entrepôt frigorifique. Dignan rapporte enfin les propos de Rocky à Anthony, ce dernier comprend qu'Inez l'aime et il lui téléphone aussitôt, l'anglais d'Inez s'est amélioré ce qui facilite la communication. À partir de ce moment, le couple reprend sa relation amoureuse.
Vêtus de combinaisons jaunes, les trois amis accompagnés d'Applejack et Kumar, deux complices de M. Henry, tentent de cambrioler l'entrepôt. Le plan dérape rapidement : Kumar est incapable d'ouvrir le coffre, des employés de l'entrepôt arrivent à l'improviste, Bob tire accidentellement avec son pistolet ce qui provoque une crise cardiaque chez Applejack et la grenade fumigène censée couvrir leur fuite déclenche l'alarme à incendie. Tout le monde s'enfuit sauf Dignan qui retourne chercher Applejack et l'assied dans leur véhicule, il claque la portière qui se verrouille automatiquement. La police arrive, Dignan s'enfuit en courant dans l'entrepôt mais il est rapidement arrêté. Pendant ce temps, M. Henry en profite pour cambrioler la maison des Mapplethorpe et on comprend alors que l'opération à l’entrepôt était un prétexte pour éloigner Bob et Anthony de la maison. Plus tard, Anthony et Bob rendent visite à Dignan en prison et lui apprennent la traitrise de M. Henry. Alors que Bob et Anthony partent, Dignan leur indique de se mettre en position pour son évasion ; après un bref moment de tension, les deux amis se rendent compte que Dignan plaisante.

## Fiche technique
Sauf indication contraire, les informations mentionnées dans cette section peuvent être confirmées par la base de données cinématographiques IMDb,  présente dans la section « Liens externes ».
- Titre : Bottle Rocket
- Titre français alternatif : Tête brûlée[1]
- Réalisation : Wes Anderson
- Scénario : Owen Wilson[n 1] et Wes Anderson
- Musique : Mark Mothersbaugh
- Photographie : Robert Yeoman
- Montage : David Moritz
- Décors : David Wasco
  - Direction artistique : Jerry Fleming[n 2]
  - Décorateur de plateau : Sandy Reynolds-Wasco
- Costumes : Karen Patch
- Production : Cynthia Hargrave et Polly Platt (en)
  - Coproduction : L.M. Kit Carson et Ray Zimmerman
  - Production associée : Michael Lang et Andrew Wilson
  - Production exécutive : Barbara Boyle, James L. Brooks, Richard Sakai et Michael Taylor (en)
- Sociétés de production : Columbia Pictures Corporation et Gracie Films
- Sociétés de distribution :
  - États-Unis : Columbia Pictures (cinéma) • Criterion Collection (DVD et Blu-Ray)
  - France : Sony Pictures Home Entertainment (DVD, 2004) • Lancaster (DVD, 2009)
- Pays de production :  États-Unis
- Langues originales : anglais et espagnol
- Budget : 7 000 000 $[2]
- Format : couleurs - 1,85:1 - son Dolby SR / SDDS
- Genre : comédie
- Durée : 92 minutes
- Dates de sortie :
  - États-Unis : 21 février 1996
  - France : 5 octobre 2004 (première DVD)

## Distribution

Acteurs principaux
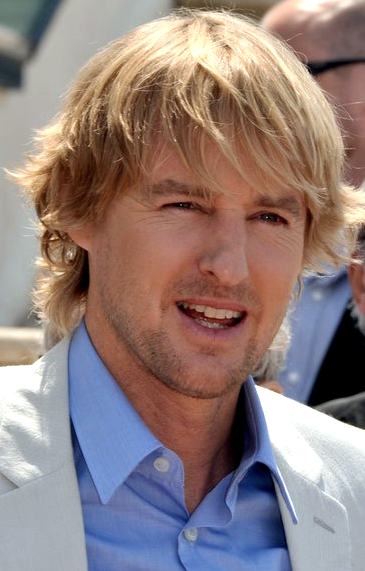
Owen Wilson.
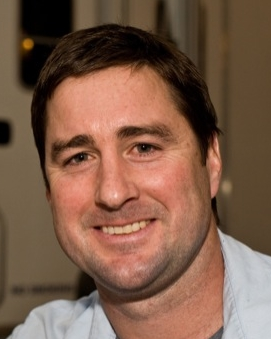
Luke Wilson.
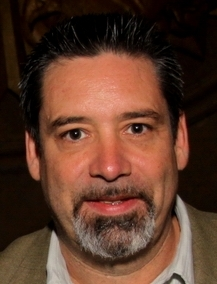
Robert Musgrave.
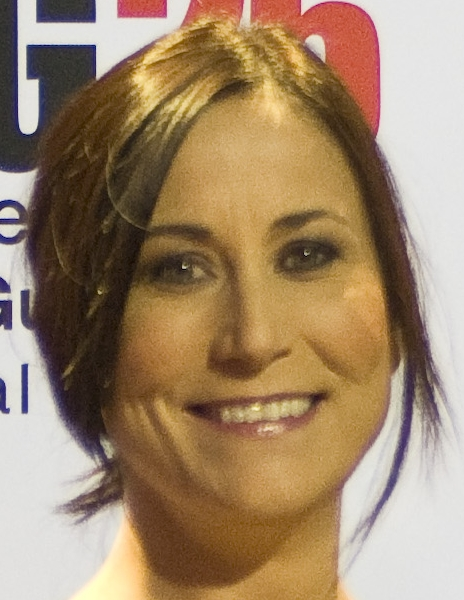
Lumi Cavazos.
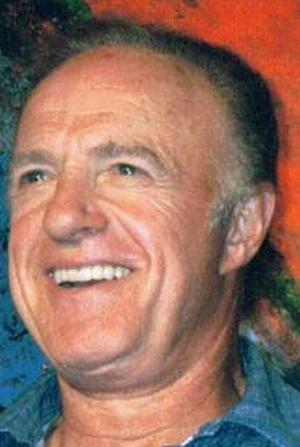
James Caan.
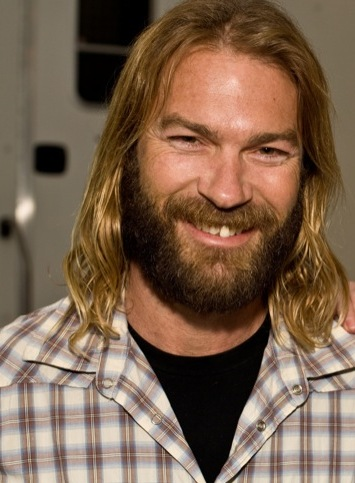
Andrew Wilson.

- Luke Wilson (VF : Renaud Marx) : Anthony Adams, un jeune homme dépressif.
- Owen Wilson (VF : Éric Legrand) : Dignan, ami d'Anthony à l'intelligence limitée.
- Robert Musgrave : Bob Mapplethorpe, ami d'Anthony et Dignan issu d'une famille riche.
- Andrew Wilson (VF : Bernard Métraux) : John Mapplethorpe, dit « Future Man », frère de Bob.
- Lumi Cavazos : Inez, femme de chambre du motel dont Anthony tombe amoureux.
- James Caan (VF : Michel Fortin) : Abe Henry appelé Monsieur Henry, cambrioleur qui utilise sa société de jardinage comme couverture.
- Jim Ponds : Applejack, employé de M. Henry et participant du braquage final.
- Kumar Pallana : Kumar, employé de M. Henry et participant du braquage final. Il est censé pouvoir ouvrir le coffre-fort.
- Tak Kubota : Rowboat, employé de M. Henry qui pratique le karaté.
- Donny Caicedo : Rocky, employé du motel. Il fait la traduction entre Anthony et Inez.
- Shea Fowler : Grace, sœur cadette d'Anthony.
- Haley Miller : Bernice, écolière amie de Grace.
- Ned Dowd (en) : le docteur Nichols.
- Brian Tenenbaum : H. Clay Murchison, ami de John Mapplethorpe.
- Jenni Tooley : Stacy Sinclair, jeune fille blonde chez les Mapplethorpe.
- Temple Nash : Temple, le vendeur d'armes à feu.
- Dipak Pallana : un employé de la librairie.
- Darryl Cox (en) : le directeur de la librairie.
- Stephen Dignan : Rob, employé de la librairie au nœud-papillon.
- Julie Mayfield : une femme dans une chambre du motel.
- Don Phillips Jr. : un homme dans une chambre du motel.
- Anna Cifuentes : Carmen, employée du motel.
- Melinda Renna : Anita, employée du motel.
- Richard Reyes : homme qui se bagarre avec Dignan dans le bar.
- Julio Cedillo : homme à l'extérieur du bar qui discute avec Inez.
- Teddy Wilson : Hector Mapplethorpe, le chien de Bob.
- Haskell Craver : Jackson, le serveur du country-club.
- Jill Parker-Jones : la directrice du motel.
- Nena Smarz : employée du motel.
- Héctor García : un homme dans l'entrepôt frigorifique.
- Daniel R. Padgett : un homme dans l'entrepôt frigorifique.
- Russell Towery : un policier.
- Ben Loggins : un policier.
- Linn Mullin : inspecteur de police.

 Source et légende : version française (VF) sur RS Doublage.
C'est le premier long-métrage dans lequel jouent les frères Owen et Luke Wilson.
Le personnage Dignan est nommé ainsi en référence à Stephen Dignan, un ami d'Owen Wilson et Wes Anderson, qui joue un petit rôle dans le film.
Le personnage Bob Mapplethorpe est nommé ainsi en hommage au photographe Robert Mapplethorpe.
Au motel, Dignan et Bob se présentent en tant que Jerry et Cornelius, ces pseudonymes sont un hommage de Wes Anderson à l'auteur Michael Moorcock dont Jerry Cornelius est un des personnages.
En 2020, Bottle Rocket est le seul film réalisé par Wes Anderson dans lequel Bill Murray ne fait pas une apparition. Anderson avait pensé à Murray pour le rôle de M. Henry mais celui-ci n'était pas joignable.

## Production

### Origine du nom du film

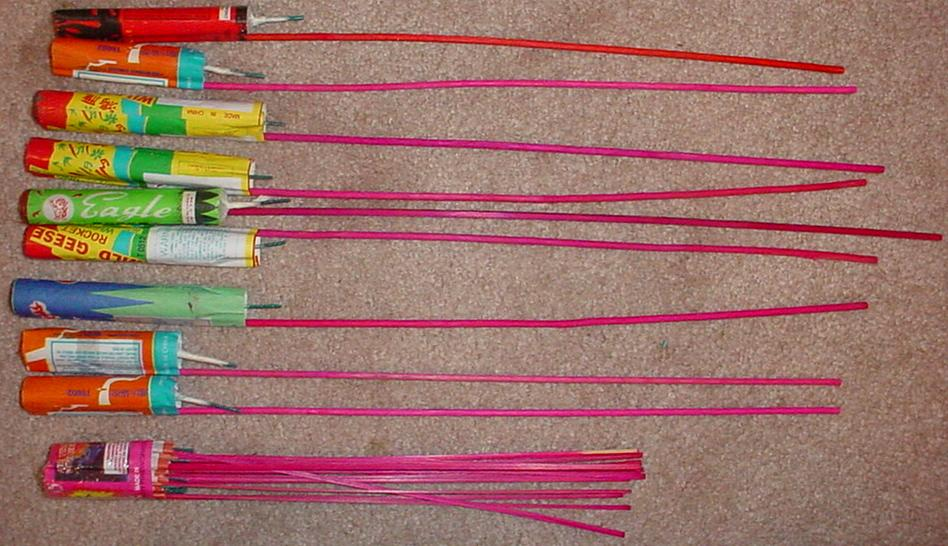
Fusées de type « bottle rocket ».

Le film tire son nom des pétards de type « bottle rocket », qu'on peut traduire littéralement par « fusée de bouteille ». D'après Kenneth Turan du Los Angeles Times, ce terme correspond bien aux héros du film car « [ils] sont aux criminels sérieux ce que les « bottle rockets » (un terme d'argot pour les feux d'artifice bon marché et peu impressionnants) sont aux vrais explosifs »,. À deux reprises dans le film, Dignan lance des feux d'artifice : la première fois par la fenêtre de la voiture de Bob pour fêter la réussite du braquage de la librairie et la deuxième fois depuis le champ du motel, déprimé par le départ de Bob. Ces jeux et changements d'humeur montrent le côté adolescent de Dignan.

### Écriture du scénario
Le film est né de l'amitié entre Wes Anderson et Owen Wilson qui se sont rencontrés à l'université du Texas à Austin. Entre autres choses, ils ont découvert qu'ils aimaient tous les deux les films, en particulier le travail de Terrence Malick, ainsi que celui des frères Coen, de John Huston et de Roman Polanski. De plus, ils partagent un sens de l'humour semblable, une sensibilité ironique et un profond goût pour l'absurde. Bottle Rocket est en partie inspiré de leur vie à Austin. Anderson explique : « Le film a émergé d'un certain style de vie que nous avions à l'époque. Nous étions encore à l'université, mais nous avions déjà terminé nos cours obligatoires, donc notre existence était un peu déstructurée. Owen et moi trainions en faisant constamment des choses, mais nous n'étions pas exactement fixés. C'est à partir de ce sentiment que nous avons commencé à écrire le film. Il s'agit d'un groupe de gars qui ont beaucoup d'énergie et l'envie de faire quelque chose. Ils sont toujours en train de planifier et d'essayer des choses, de bouger. Ils ont beaucoup d'ambition et de grandes aspirations mais leur direction dans la vie est peu conventionnelle. Ils essaient sincèrement d'accomplir quelque chose mais ils ne savent pas quoi. »,.
Bien que le film ne soit pas littéralement autobiographique, il reflète certaines expériences qui sont arrivées à Anderson et Wilson à l'époque, en particulier un conflit avec le propriétaire. Les fenêtres de l'appartement qu'ils partageaient à Austin ne fermaient pas et leur propriétaire refusait constamment de les réparer malgré les demandes répétées des locataires. Au cours d'une fête de Noël, les compagnons de chambre frustrés ont décidé de prouver à leur propriétaire combien cette situation était dangereuse en entrant dans leur appartement, en volant certaines choses et en signalant le vol à la police. Le propriétaire n'a pas été impressionné, notant que ça ressemblait à « un travail de l'intérieur ». Cet incident a été une source d'inspiration pour Bottle Rocket.
Par manque de fonds, le long-métrage prévu est devenu un court-métrage de treize minutes en noir et blanc. Ce court-métrage a attiré l'attention de la productrice Polly Platt (en) par l'intermédiaire d'un ami de la famille Wilson, l'ancien scénariste et producteur L.M. Kit Carson. « Kit nous a encouragés à le montrer au Festival du film de Sundance et il a également envoyé une vidéo du court et le scénario à Barbara Boyle, qui l'a montré à Polly Platt et James L. Brooks », explique Anderson. « Nous nous sommes sentis incroyablement chanceux parce que nous avions essayé de faire un film pendant si longtemps et tout à coup ça arrivait. »,.
Pour transformer leur court-métrage en un long-métrage, Owen Wilson et Wes Anderson ont déménagé à Los Angeles et ont passé 18 mois à couper et réécrire leur scénario. Le processus a été éprouvant car les deux hommes sont têtus et ils n'arrivaient pas toujours à s'accorder.

### Préparation et tournage

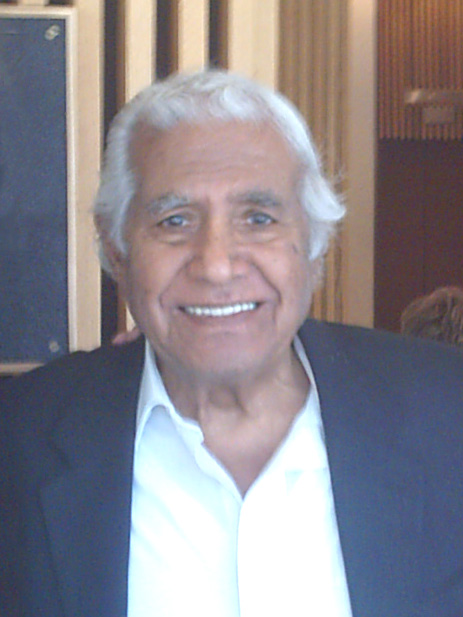
Kumar Pallana, « l'ouvreur de coffres », un des acteurs amateurs engagés par Anderson.

Une fois le scénario terminé, il n'était pas prévu que les frères Wilson reprendraient leurs rôles du court-métrage ni qu'Anderson réaliserait. Au départ, Anderson voulait engager un réalisateur (Quentin Tarantino, Oliver Stone ou Peter Bogdanovich ont été évoqués) mais Columbia Pictures voulait un nom connu pour jouer M. Henry ce qui fait qu'il n'y avait plus de budget pour engager un réalisateur et d'autres acteurs.
Finalement, les acteurs confirmés James Caan et Lumi Cavazos sont engagés tandis qu'Anderson réalise le film et que les acteurs du court-métrage reprennent leurs rôles. La plupart des acteurs sont des connaissances d'Anderson et O. Wilson ayant accepté de tourner dans le film comme Kumar Pallana qui était le patron d'un café à Dallas dans lequel les deux amis se rendaient souvent.
Le tournage dure deux mois à la fin de l'année 1994. Le film a été tourné au Texas principalement à Dallas où se trouvent notamment l'entrepôt frigorifique, la librairie et la maison des Mapplethorpe et à Hillsboro où se trouve le motel,. La scène où Anthony retrouve sa sœur à l'école a été tournée à la St. Mark's School of Texas (en) à Dallas ce qui représentait une revanche pour Owen Wilson qui avait été renvoyé de cet établissement quelques années plus tôt. Les scènes au Country Club ont été tournées au Brookaven Country Club situé à Farmers Branch dans la banlieue de Dallas. La prison « Wasco State Penitentiary » à la fin du film est une prison fictive nommée d'après le nom du chef décorateur David Wasco,.
Au départ, Wes Anderson voulait filmer au format large anamorphosé 2.35:1 mais a finalement tourné au format 1.85:1 car ce type de format est plus facile à éclairer. Anderson, en collaboration avec Yeoman, a tourné le film entier avec un objectif de 27 mm, ce qui, selon lui, aide à souligner les personnalités excentriques et chargées des protagonistes, ainsi qu'à ajouter de la portée au film axé essentiellement sur les dialogues et les personnages. Anderson voulait ce style plus vif avec une découpe plus rapide pour souligner le comportement étrange et énergique des personnages. En utilisant un objectif 27 mm, Anderson obtient une meilleure profondeur ce qui lui qui permet d'inclure l'arrière-plan. Dans beaucoup de scènes, un des héros est devant tandis que les deux autres apparaissent derrière.

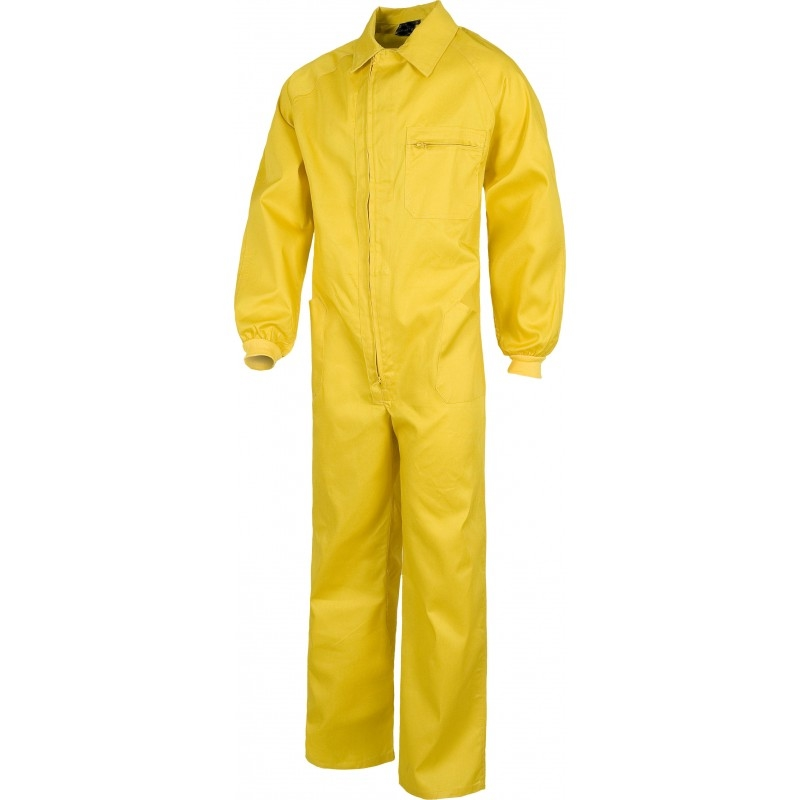
Une combinaison de travail jaune semblable à celles portées par les personnages lors du braquage final.

Anderson et Wilson, lors de l'écriture du scénario, ont envisagé le film en trois actes et les couleurs utilisées sont différentes pour chaque acte. Le premier acte du film est le plus incolore possible, à l'exception d'Anthony. Anthony est le personnage central, même si Dignan est le déclencheur. Dignan porte du blanc, Bob porte principalement du noir mais Anthony porte une veste rouge vif et c'est presque la première couleur intense qui apparait dans le film. Dans le deuxième acte du film, les héros arrivent dans le motel où tout va changer pour Anthony et des couleurs vives apparaissent. L'équipe de tournage a longtemps cherché cet hôtel et a fini par trouver le bon avec des portes rouges et beaucoup de couleurs oranges, jaunes et turquoise. Dans le troisième acte avec M. Henry, l'idée était de perdre toutes ces couleurs vives et de revenir aux nuances plus neutres, sauf qu'elles seraient des couleurs plus riches, plus sophistiquées comme des verts profonds et des violets. L'exception à cette palette de couleurs dans le troisième acte est l'apparition de la signature des voleurs : des combinaisons jaune vif. Ces combinaisons fantaisistes, ainsi que tous les costumes portés par les acteurs, soulignent l'étrange camaraderie entre Anthony, Bob et Dignan. Anderson explique : « Ces gars sont totalement à part, ils ne font partie d'aucune communauté ou culture ; ils sont juste à la dérive dans leur propre petit monde, donc nous voulions qu'ils aient leur propre style. ». Anderson ajoute en plaisantant que « les combinaisons jaunes sont à la limite du cool mais elles n'ont pas encore franchi ce seuil. »,.
Les accessoires servent à montrer le monde décalé des amis. L'équipe du film a utilisé des objets fabriqués entre 1975 et 1979, comme une montre numérique avec une LED rouge ou des jumelles de Boy Scout. Cette période a été choisie car ce que font les trois amis est dans la mentalité d'un enfant d'environ 12 ans, et à la fin des années 1970, Owen Wilson et Wes Anderson avaient presque 12 ans.
En 2004, Wes Anderson explique dans un entretien que le premier test de visionnage du film auprès du public a été un échec : 85 personnes sont parties de la salle de 250 places. Il a dû réécrire le film alors qu'il pensait avoir terminé le tournage et le montage. Il a écrit une nouvelle ouverture et ajouté de nouvelles scènes. Il a pu réaliser ces modifications grâce à l'argent supplémentaire apporté par le producteur James L. Brooks,. Le film dans sa version finale est refusé par tous les festivals importants auxquels Anderson espérait participer : celui de Sundance où le court-métrage avait pourtant été apprécié, celui de Telluride et celui de New York,.

### Musique
Passionné de toutes sortes de musiques, Anderson savait que la musique du film serait un élément vital. Polly Platt, la productrice, a remarqué qu'une certaine musicalité influence son style de metteur en scène : « Wes a beaucoup d’énergie interne. Je le voyais parfois quand il faisait répéter les garçons, il commençait à remuer les pieds, il y avait clairement un rythme. Je pense qu'il a de la musique dans sa tête. »,.
Mark Mothersbaugh, le compositeur de la musique du film, est l'un des fondateurs du groupe punk Devo. Les membres de Devo portent des costumes exubérants avec des chapeaux en pots de fleurs et des combinaisons jaunes semblables à celles portées par les acteurs du film. « Quand nous avons tourné le film, aucun compositeur n'était encore choisi. La combinaison jaune était donc un hasard », se souvient Anderson, « [Mothersbaugh] est venu à une projection et semblait vraiment avoir compris le film et il nous a contacté pour faire la musique. »,. Anderson pense que Mothersbaugh a apporté une touche jazzy innovante à la musique : un solo de batterie accrocheur, par exemple, ne provient pas de l'instrument de percussion standard, mais d'une gourde attachée avec un filet perlé. Mothersbaugh a même invité le réalisateur à participer à certaines des séances d’enregistrement : « j'ai pu jouer de petits shakers et agir comme si je faisais partie du groupe », explique Anderson.
| 1.  | Voluntary Hospital Escape             |                 | 0:53 |
| 2.  | Gun Buyers                            |                 | 0:43 |
| 3.  | Bookstore Robbery                     |                 | 2:32 |
| 4.  | Dignan's Dance                        |                 | 1:50 |
| 5.  | And Also Because He Fired Me          |                 | 0:47 |
| 6.  | Zorro Is Back                         | Oliver Onions   | 1:53 |
| 7.  | Cleaning Rooms With Inez              |                 | 1:48 |
| 8.  | She Looks Just Like You               |                 | 1:15 |
| 9.  | Pachanga Diferente                    | René Touzet     | 2:30 |
| 10. | No Lifeguard on Duty                  |                 | 2:47 |
| 11. | Mambo Guajiro                         | René Touzet     | 4:16 |
| 12. | Rocky                                 |                 | 2:39 |
| 13. | Doesn't Sound That Bad in Spanish     |                 | 1:18 |
| 14. | Over and Done With                    | The Proclaimers | 2:49 |
| 15. | Snowflake Music/Mr. Henry's Chop Shop |                 | 1:21 |
| 16. | You're Breaking His Heart             |                 | 1:49 |
| 17. | Goddammit I'm In                      |                 | 1:10 |
| 18. | No Jazz                               |                 | 3:23 |
| 19. | Highway                               |                 | 1:09 |
| 20. | 75 Year Plan                          |                 | 1:01 |
| 21. | Futureman's Theme                     |                 | 4:54 |

Certaines musiques créditées au générique sont absentes du disque : 7 and 7 Is (en) et Alone Again Or interprétées par Love, Prendeme la Vela par Abelardo Vasquez (es) et Cumanana, et 2000 Man par The Rolling Stones. Cette utilisation d'une chanson des Rolling Stones sera suivie de celle d'autres chansons du groupe et plus généralement d'artistes de la British Invasion dans les films suivants du réalisateur,.

## Accueil

### Accueil critique
Bien que le film soit un échec commercial, Bottle Rocket est salué par la critique, obtenant 85 % de commentaires positifs sur Rotten Tomatoes pour une note moyenne de 6,8/10 et une note de 66 % sur le site Metacritic. Ce succès critique est suffisant pour qu'un studio accepte de produire le film suivant d'Anderson appelé Rushmore.
Le magazine anglais Empire donne un avis très positif : « Dans une époque pas exactement à court de films de braquage bizarres et mal réalisés, Anderson et Wilson choisissent un angle intéressant - parler d'amis de longue date et nous montrer le résultat des amitiés et des ressentiments qui ont mijoté pendant des années : notez la scène où Dignan essaie d'expliquer son plan détaillé, tandis que Maplethorpe veut juste jouer avec les pistolets achetés avec son argent et Adams doit ménager les deux. », Steven Rea du Philadelphia Inquirer est enthousiasmé par le film : « Regarder un tel début — et Bottle Rocket, une comédie optimiste et excentrique des Texans Wes Anderson et Owen Wilson fait parfaitement l'affaire — devient une expérience joyeuse : vous êtes assis dans le cinéma et vous secouez la tête d'éblouissement, souriant comme un imbécile heureux devant les aventures à l'écran. », Michael Wilmington du Chicago Tribune apprécie beaucoup le film : « il a un jeu d'acteur très engagé, des dialogues intelligents et un sens de l'humour ironique, intelligent et original, et du style. Cette comédie apporte une brise fraîche, avec une vision des choses sombre mais compatissante. Regarder Bottle Rocket ne se contente pas de vous faire rire. Cela vous fait sourire entre les rires, réfléchir au-delà des sourires. »,.
Janet Maslin du New York Times donne un avis mitigé sur le film : « un ton doucement facétieux limite le film d'Anderson à la légèreté, mais l'enthousiasme collectif derrière ce premier essai fonctionne. Ce qu'il y a de mieux à propos de Bottle Rocket, ce ne sont pas les farces décontractées qui allongent sa durée jusqu'au long-métrage, mais l'élan décalé avec lequel cette histoire est racontée. »,
De même, Roger Ebert du Chicago Sun-Times a un avis mitigé sur le film : « La formule donne de bons petits moments agréables, mais il n'y a pas grand chose en plus. Ceci suggère que ces cinéastes pourraient faire un meilleur film la prochaine fois, s'ils dépendent moins de leurs propres personnalités et inspirations familières et plus d'un scénario original. […] Je ne peux pas recommander le film — c'est trop relâché et indulgent — mais j'ai une certaine affection pour lui, et j'attends de voir ce qu'Anderson et les Wilson feront ensuite. »,
En 2006, Louis Guichard du magazine Télérama considère que le film est un « beau début » et doit être regardé pour deux raisons : pour son auteur, Wes Anderson, car « on le voit élaborer ici l'espèce d'infracomique qui deviendra sa marque, tout en discrets hiatus et douces aberrations. » L'autre atout du film est le jeu des deux frères Wilson : « Owen, depuis devenu star (souvent partenaire de Ben Stiller), non-héros à l'inconsistance très poétique, et Luke, plus rare et plus ténébreux mais pas moins charismatique. ».
En 2005, Christopher Orr du magazine américain The New Republic considère que c'est le plus agréable des films d'Anderson car il n'essaye jamais d'en faire trop. Néanmoins, il pense que c'est aussi pour cette raison que le film est étrangement facile à oublier malgré tout son charme. Il trouve que les frères Wilson Owen et Luke jouent bien ensemble et qu'il est donc surprenant qu'ils ne soient pas apparus plus souvent ensemble à l'écran,.
Marjorie Baumgarten du Austin Chronicle donne un avis moyen sur le film : « Malgré [des] améliorations, Bottle Rocket est visuellement plat et paraît filmé à la volée, ce qui ressemble à tout sauf un produit fini de studio. Quant à l'histoire… l'intrigue est tout simplement loufoque. […] Le minimalisme de Bottle Rocket a une saveur rafraîchissante mais pas assez de bulles pour une grande boisson fraîche. Peut-être que quelqu'un devrait penser à réduire cette chose en un court métrage valable. »,.
La critique du San Francisco Chronicle est très négative, le journaliste écrit : « Avec sa musique jazz intrusive et son humour plat, Bottle Rocket est en difficulté dès les premières minutes. Parfois le film semble faire la satire de quelque chose, mais vous ne savez jamais de quoi. D'autres fois, il part dans une sentimentalité inutile. »,. La critique du San Francisco Examiner est tout aussi négative : « Le rythme est profondément lent et il y a de longues périodes où rien ne se passe à part des variations minuscules sur les scènes précédentes. Les personnages sont ennuyeux même entre eux et la routine, dans laquelle ils sont, est frustrante pour le public. »,.
David Hinckley du New York Daily News n'aime pas le film : « Ce n'est pas que ce film, qui pourrait être appelé approximativement film de passage à l'âge adulte pour trois apprentis voleurs idiots, soit désagréable ou sans charme. Ses problèmes se situent plus dans la faible dimension des personnages et l'absence de vraisemblance de l'intrigue »,. Sandra Hall du Sydney Morning Herald critique vivement l'indécision et le manque d'énergie du film : « La scène cinématographique indépendante américaine semble se diviser soigneusement en deux écoles: le style de Tarantino avec du sang, du gore et du bavardage, et le cinéma de l'indécision, plein de personnages qui ne peuvent pas se décider sur la vie, l'amour ou la façon de passer les cinq prochaines minutes. […] Bottle Rocket est une comédie sur la désorganisation si doucement chaotique qu'elle semble en danger de manquer d'énergie et de laisser ses personnages bloqués à la moitié de l'histoire - si toutefois il y a une histoire. »,.

### Box-office et avis des spectateurs
Les tests de projection avaient été si négatifs que le studio n'a jamais soutenu le film. « Ils ont définitivement jeté l'éponge, mais c'est un film tellement étrange que peut-être il n'aurait jamais bien marché », admet Anderson en 1999.
Le film est projeté dans peu de salles aux États-Unis, il rapporte environ un demi-million de dollars pour un budget de production de 7 millions de dollars. 
C'est une immense déception pour Anderson qui considérait Bottle Rocket comme un film parfait ; en 2005, il dit à une journaliste : « Je n'avais pas réalisé que les gens allaient le détester. ».
Le film est sorti directement en vidéo dans d'autre pays, notamment en France. 
Bien que le film soit un échec quant au nombre d'entrées au cinéma, il est apprécié par la majorité des spectateurs : sur IMDb, le film obtient une note moyenne de 7,0/10 basée sur les notes de plus de 60 000 utilisateurs. Sur Rotten Tomatoes, le film recueille un avis positif de 80 % des spectateurs avec une note moyenne de 3,87/5 basée sur les notes de plus de 60 000 utilisateurs.
Sur Allociné, le film obtient une note moyenne de 3,5/5 basée sur les notes de plus de 300 utilisateurs.

## Analyse
Dans ce film, Wes Anderson aborde déjà des thèmes que l'on retrouve dans Rushmore, La Famille Tenenbaum et La Vie aquatique comme la famille dysfonctionnelle et la limite floue entre l'état d'enfant et celui d'adulte.
Bottle Rocket parle aussi de loyauté, d'amitié, d'enthousiasme et d'avoir des rêves.

### Influence d'autres œuvres
Le film présente des similitudes avec Prends l'oseille et tire-toi (1969) de Woody Allen, tous deux mettant en vedette des personnages centraux qui aspirent à la grandeur criminelle mais qui échouent par leur propre ineptie, dont ils semblent parfaitement inconscients. Dans le film d'Allen, l'incompétence de Virgil Starkwell (joué par Allen) est montrée avec l'échec d'une évasion utilisant un pistolet factice fait de savon qui se dissout sous la pluie en formant de la mousse ou le braquage raté d'une banque car les caissiers ne parviennent pas à lire la demande d'argent écrite qu'il leur remet. Dans Bottle Rocket, la préparation de Dignan est sapée par l'arrivée imprévue des employés et la composition de son équipe sans compétence criminelle visible (Kumar) ou désir d'être un criminel (Bob).
Une autre influence évidente, Le Pigeon (1958) de Mario Monicelli, met également en scène un groupe de voleurs incompétents prévoyant d'ouvrir un coffre-fort et qui échoue en raison d'un manque de préparation : les protagonistes percent le mauvais mur sans parvenir à la salle du coffre. Dans ce film, il existe une sous-intrigue amoureuse similaire à celle de Bottle Rocket impliquant Mario (Renato Salvatori) et Carmela (Claudia Cardinale), dont le bon déroulement est entravé par un frère surprotecteur (Tiberio Murgia). Dans Bottle Rocket, Dignan s'oppose (sans l'exprimer franchement) à la relation amoureuse entre Anthony et Inez qui menace de distraire Anthony du rôle de criminel qu'il lui a assigné.

### Des adultes restés enfants

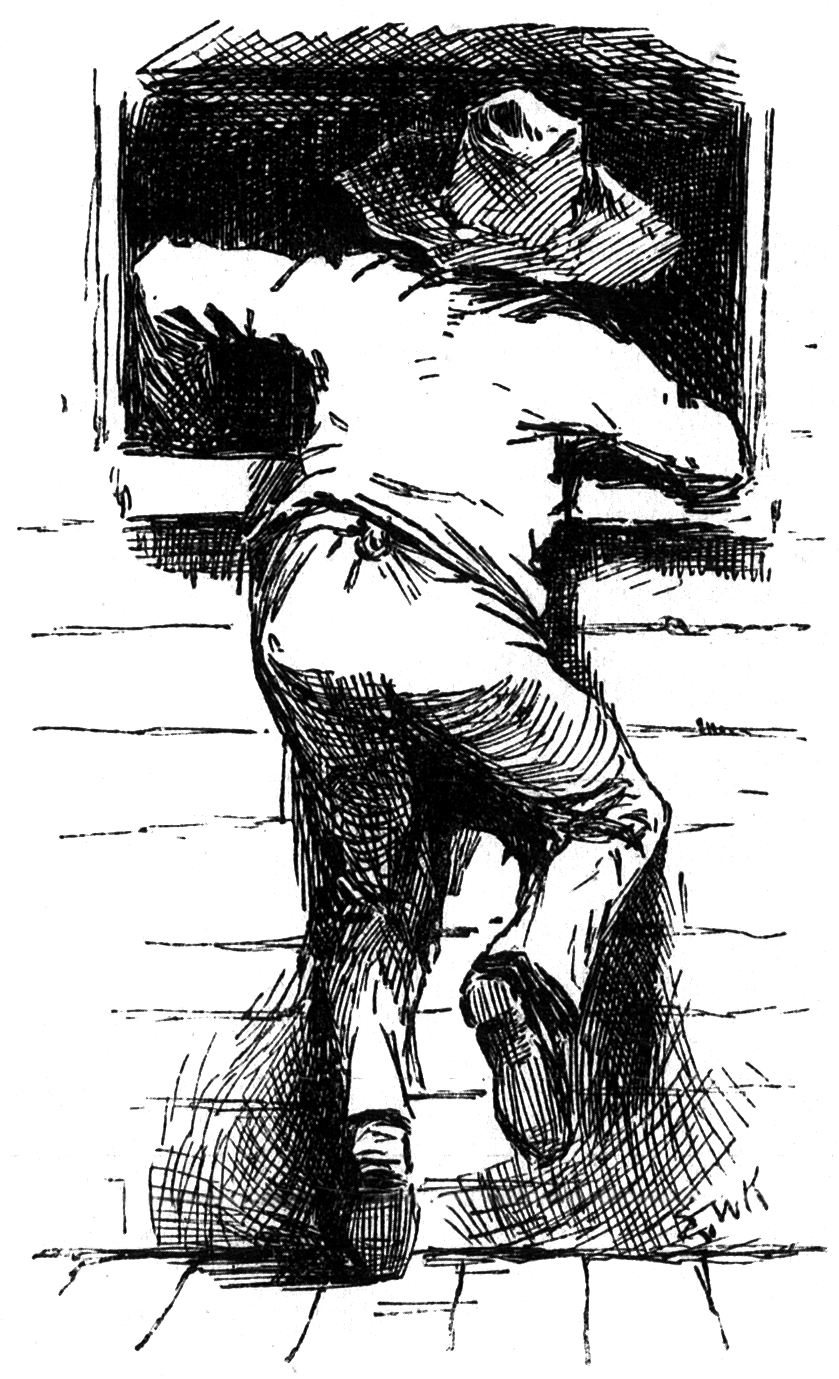
Huckleberry Finn s'enfuyant par une fenêtre.

Les personnages sont dans le monde des jeux enfantins, de la fantaisie, et pourtant ce sont des adultes, des adultes incapables ou peu disposés à grandir. La scène d'ouverture avec la pseudo-évasion par la fenêtre évoque une histoire d’aventures de l’enfance comme Les Aventures de Huckleberry Finn (1884) de Mark Twain, dans lesquelles un personnage descend par une fenêtre pour en rencontrer un autre. L’écriture de Dignan est clairement de forme enfantine, inscrite au feutre dans un cahier à spirale comme un écolier,. Le premier cambriolage d'Anthony et Dignan est du niveau d'enfants : ils se rendent à la maison en bus, ils n'ont donc pas de voiture de fuite, ils n'ont pas de déguisement, et surtout, on apprend ensuite que c'est la maison des parents d'Anthony. Aucune recherche n'a été nécessaire pour connaître l'aménagement du lieu et si Anthony et Dignan étaient arrêtés, les propriétaires ne porteraient probablement pas plainte. Anthony a souvent un comportement puéril : au restaurant, peu attentif à ce que Dignan lui dit, il fait un dessin d'enfant représentant Inez sur un cheval et plus tard, toujours avec Dignan, pendant la reconnaissance pour le braquage de l'entrepôt, il réalise un folioscope représentant un bonhomme faisant du saut à la perche. Pourtant Anthony a bien conscience d'être un adulte lorsqu'il dit à sa jeune sœur : « Je ne peux pas rentrer à la maison. Je suis un adulte »,.
Dans la scène du cambriolage de la maison de ses parents, Anthony fixe la caméra avant de replacer un soldat de plomb, ce petit geste exprime la frustration d'avoir moins de contrôle dans sa propre vie que dans les histoires de ses jeux d'enfant.
Bob est également puéril, il ne peut pas garder son attention très longtemps : par exemple, lors de la préparation du braquage de la librairie, il est plus intéressé de jouer avec le pistolet que d'écouter les explications de Dignan. Bob est martyrisé par son frère qui le frappe à la moindre contrariété, bien qu'adultes les deux frères se comportent comme des adolescents laissés seuls à la maison par leurs parents.

### Des criminels incompétents

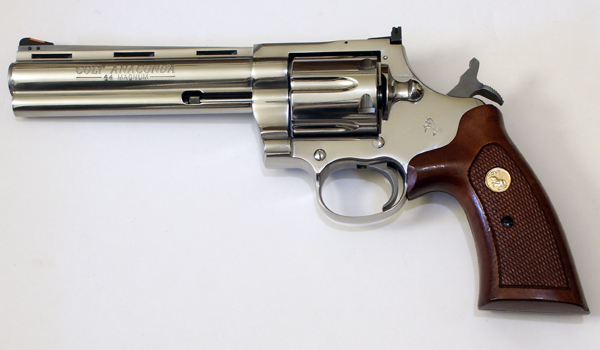
Revolver de type Colt Anaconda semblable à celui utilisé pour le braquage de la librairie.

Les personnages veulent devenir des criminels notoires mais ils ne ressemblent guère à des gangsters. Par exemple, dans la scène de tir sur cibles avec les pistolets, nous les voyons avec des casques antibruits, des mauvaises positions et une précision de tir médiocre. De même, le port de combinaisons jaunes pour le braquage de l'entrepôt est le dernier choix qu'un criminel expérimenté ferait pour ne pas être repéré. Après la trahison de M. Henry, Dignan refuse de témoigner contre lui dans une adhésion absurde à un code d'honneur qu'il a vu dans des films mais qu'il ne comprend pas, cette naïveté fait de lui la principale victime de l'opération puisqu'il est le seul à finir en prison. Dignan et ses associés se voient comme de grands criminels recherchés : « Nous sommes des fugitifs », déclare joyeusement Dignan après avoir réussi le braquage de la librairie. Il insiste pour que le groupe cherche un endroit où se cacher et veut même changer leur apparence pour éviter d'être reconnu. Mais ils sont si insignifiants que personne ne prend la peine de les chercher, ni la police, ni leurs amis ou parents.
Dans Bottle Rocket, le gangstérisme est purement un jeu. Anthony et Bob suivent les plans de Dignan, non pas parce qu'ils partagent sa vision romantique de la vie de hors-la-loi, mais pour faire plaisir à leur ami de toujours, dont l’ego fragile a besoin d’un soutien et d’un assentiment réguliers. Les vols sont des aventures qui ne sont pas dictées par un besoin d'argent. Bob vit dans une maison somptueuse avec piscine et le plus grand stress de sa vie est un frère aîné qui le taquine. Anthony ne semble pas souffrir d'une véritable dépression mais il est entré dans un institut, un peu comme une célébrité entrant en cure de désintoxication.
L'objet du culte du héros de Dignan, M. Henry, est également un criminel de rang inférieur, un cambrioleur organisé et un marchand de biens volés, qui, bien que plus expérimenté que ses dupes, n'aurait pas sa place dans un film de gangsters comme Reservoir Dogs (1992) de Tarantino. Henry est un petit escroc ce qui rend l’idolâtrie de Dignan d’autant plus pathétique. Il est loin de ressembler au grand cerveau criminel décrit par Dignan : il passe son temps à faire des blagues idiotes comme lorsqu'il verse de l’eau sur la tête de Dignan depuis le toit de son immeuble,. Son style est peu élégant, il pratique d'étranges mouvements de karaté contre un adversaire vêtu d'un slip et plus tard, il porte un kimono ridicule lors d'une fête,. La rencontre avec M. Henry et ses associés criminels a quelque chose d’irréel et se démarque du reste du film, ceux-ci vivent ensemble dans un immense loft qui ressemble à la cachette d’un criminel imaginée par un enfant.

### L'importance d'appartenir à une famille
Les trois héros ont peu de contacts avec leur famille. La famille de Dignan n'est mentionnée qu’une seule fois dans le film, quand il proteste: « Tu sais bien qu'il n’y a rien à voler chez ma mère et Craig. »,.
Il existe un grand éloignement entre Anthony et ses parents. Anthony ne retourne dans sa maison d'enfance que pour la cambrioler avec Dignan, sinon il en reste visiblement éloigné. Les parents d'Anthony payaient probablement pour son séjour dans le sanatorium chic (Anthony semble n'avoir aucun revenu), mais quel que soit le soutien financier qui puisse ou non continuer d'exister, à aucun moment du film, il n'y a de contact ou de lien réel entre Anthony et ses parents, pas même un coup de téléphone.
Il y a également un éloignement entre Bob et sa famille ; la seule différence est que les parents voyageurs de Bob ont quitté la propriété familiale. Bob n'a pas vu ses parents depuis des mois, il dit à un moment : « Aux dernières nouvelles, ils étaient à Singapour. »,.
Les trois héros du film sont comme une petite famille réalisant leur projet ensemble, cependant si on étudie leur projet, on constate qu'il n'a vraiment aucun sens. Le succès littéral du braquage est moins important que de trouver un sentiment d'appartenance et de camaraderie pendant l'opération. Comme le personnage d'Allen dans Prends l'oseille et tire-toi, c’est l’enthousiasme permanent, ou la capacité d’ignorer obstinément la réalité, selon le point de vue, qui perdure à la fin. Les trois personnages principaux de Bottle Rocket ont tenté de construire une sorte de fraternité forcée en l'absence de lien familial réel mais leur nouvelle quasi-famille ne montre pas plus de solidité que les originales : Anthony tombe amoureux d'Inez et se désintéresse vite de la vie criminelle tandis que Bob part rejoindre son frère. Cependant plus loin dans le film, la promesse d'une famille de substitution offerte par M. Henry suffit à réunir les trois amis et à les réengager dans la vie de crime qu'ils avaient abandonné. 
M. Henry devient un père de substitution pour Dignan.
Bob attache de l'importance au lien familial, à la fin du film, il est ému par le début de réconciliation avec son frère bien que la phrase de ce dernier soit ambigüe :« Ce n'est pas parce que tu es un raté que tu n'es pas mon frère. »,.
Le désir de se construire une famille face à un effondrement profond de la famille biologique se retrouve dans les films suivants d'Anderson : Rushmore où Max Fischer essaie de transformer un magnat de l'acier et une enseignante en un couple de parents alternatifs et La Vie aquatique où Zissou se constitue une famille hétéroclite de marins.

### Un film à part dans la filmographie d'Anderson
Bottle Rocket est peu raccordé avec les autres œuvres d'Anderson: c'est la moins investie dans ce qui allait devenir son style visuel et la plus connectée à certaines tendances cinématographiques répandues dans le cinéma indépendant du milieu des années 1990 et qui auront finalement peu de place dans les autres œuvres d'Anderson comme le gangstérisme branché dans la veine de Reservoir Dogs (1992) de Quentin Tarantino ou des contes picaresques de jeunes adultes à la manière de Clerks : Les Employés modèles (1994) et Les Glandeurs (1995) de Kevin Smith. C'est le film sur lequel Anderson avait le moins de contrôle créatif direct, les dirigeants de Columbia Pictures exigeant des projections de test et des réécritures tout au long de la post-production.
Pourtant le réalisateur lui-même refuse de séparer Bottle Rocket de ses autres œuvres. Le cœur de cette connexion entre l'Anderson de Bottle Rocket et l'Anderson de Rushmore et des films suivants réside dans l'intérêt initial et largement inchangé du réalisateur pour examiner la dynamique de la famille perturbée et les tentatives de ses personnages de trouver une solution ou un remplacement.
Le style visuel caractéristique de Wes Anderson (plans symétriques, décors complexes, longs plans en poursuite, palette de couleurs vives) n'est pas encore mis en place dans Bottle Rocket néanmoins il apparait déjà des éléments qui seront réutilisés dans les films suivants. Dans Bottle Rocket, Anderson utilise pour la première fois la police Futura dans le titre et le générique de fin, il réutilisera souvent cette police dans ses autres œuvres y compris dans l'univers fictif de celles-ci,,. Dans les dialogues, on trouve des déclarations ridicules dites de façon sérieuse ou inversement des déclarations sérieuses dites de façon comique. On trouve une formalisation ou politesse excessive dans une situation inadéquate comme lorsque Dignan demande poliment un sac plus grand au caissier de la librairie alors qu'il pointe une arme sur lui,. Différents éléments visuels de Bottle Rocket seront retrouvés dans les films suivants : mouvement de caméra panoramique comme celui dans le bus passant rapidement du chauffeur à Dignan et Anthony, des dialogues pendant que les personnages marchent et de l'action en arrière-plan,. De même, certains traits des personnages réapparaissent dans les films ultérieurs : personnages obsessionnels et adultes se comportant comme des enfants. La violence est représentée comme inefficace et maladroite comme une bagarre d'enfants. La présence d'un portrait de Jacques-Yves Cousteau lors de la fête chez M. Henry est un présage du film à venir La Vie aquatique (2004),.

## Éditions en vidéo
Le film sort en DVD chez Sony Pictures en 1998 dans la zone 1 et en 2004 dans la zone 2 avec audio et sous-titres en français. 
Il parait chez Criterion en double DVD pour la zone 1 et en Blu-ray pour la zone A en 2008 en version restaurée (audio et sous-titres anglais uniquement) avec des suppléments comme les commentaires audio de Wes Anderson et Owen Wilson, le making-of, le court-métrage et des scènes coupées,,. 
Le film sort en DVD en édition simple chez Lancaster en 2009 pour la zone 2.
Le film sort en Blu-ray chez Umbrella en 2016, il contient le film en version originale sans suppléments.
Le Blu-ray Criterion sans limitation de région sort en 2017.